# Konžská republika
Konžská republika, označovaná též jako Kongo (Brazzaville) či Kongo-Brazzaville, je prezidentská republika ve střední Africe mezi Gabonem, Středoafrickou republikou, Kamerunem, Konžskou demokratickou republikou a Angolskou exklávou Cabinda. Hlavním městem je Brazzaville. Rozloha státu je 342 000 km² a žijí tu 4 miliony lidí. Země prošla nespočetnými převraty mezi marxistickými diktátory. V letech 1997 až 1999 tu zuřila občanská válka.

## Dějiny

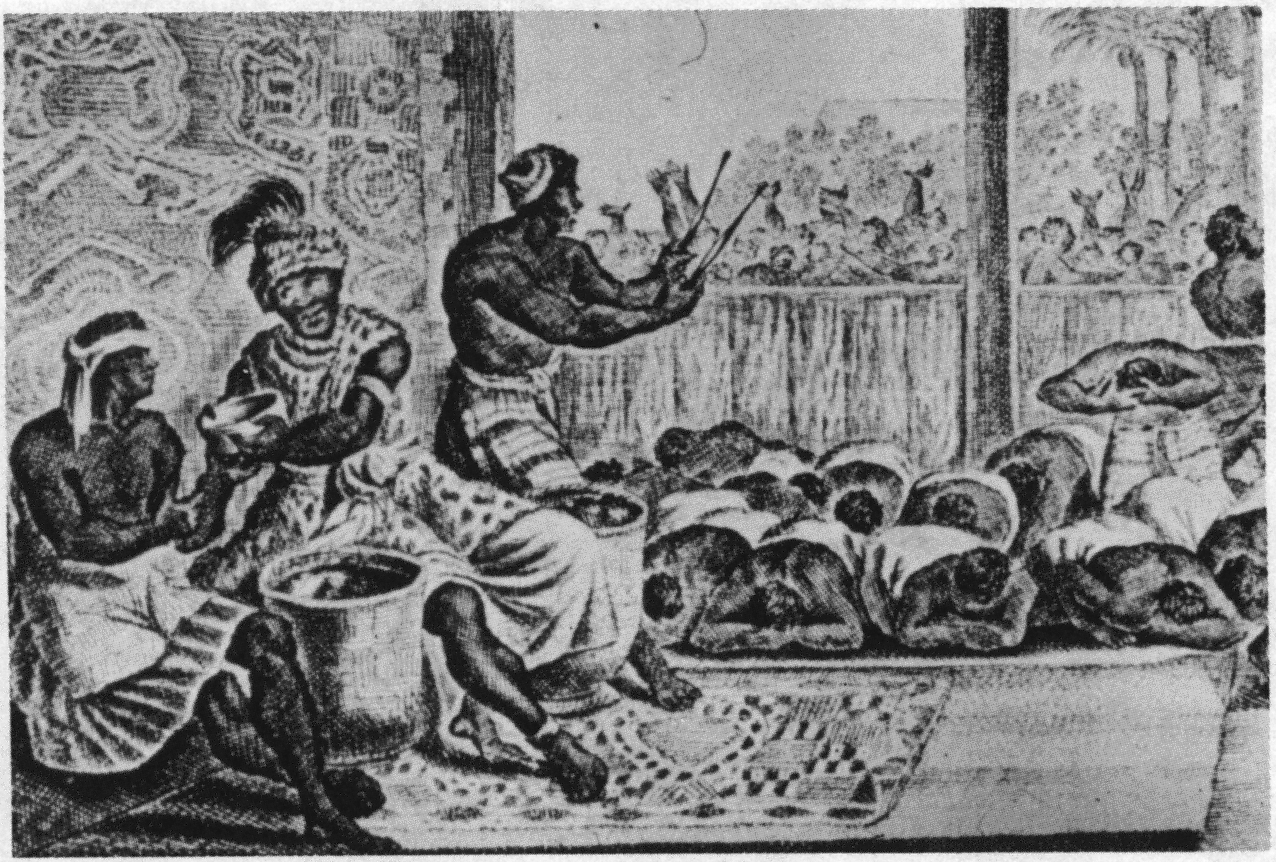
Dvůr krále N'Gangue M'voumbe Niambi, z knihy Description of Africa (1668)

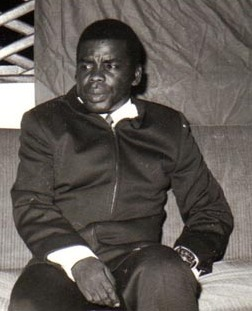
Marien Ngouabi změnil název země na Konžská lidová republika a v roce 1977 byl zavražděn

Země získala nezávislost na Francii 15. srpna 1960. Jejím prvním prezidentem byl Fulbert Youlou, který však byl moci zbaven již v roce 1963. Na jeho místo usedl Alphonse Massemba-Débat, předseda Národní revoluční rady. Ten byl sesazen při převratu v roce 1968, po kterém nový prezident Marien Ngouabi Kongo učinil první lidovou republikou v Africe.
V roce 1970 Kongo vyhlášeno Marxistickou lidovou republikou a PCT jedinou legitimní politickou stranou.
V roce 1977 uskutečnil převrat Débata, při kterém byl zabit prezident Ngouabi. Débat byl poté popraven, prezidentem se stal Joachim Yhombi-Opango. V Kongu umístěn kubánský vojenský kontingent, který zemi opustil až počátkem 90. let v souvislosti s přechodem k pluralitní demokracii.
V roce 1979 se Yhombi-Opango vzdal prezidentského úřadu, PCT vybrala jeho nástupcem Denise Sassou-Nguessa. V roce 1981 byla uzavřena smlouva o přátelství a spolupráci se Sovětským svazem. V roce 1990 PCT opouští marxismus. Roste opozice vůči prezidentovi Sassou-Nguessovi. V roce 1991 Konžská lidová republika změnila název na Konžská republika. V roce 1992 byla v referendu schválena nová ústava, která zavádí pluralitní systém. V prvních demokratických volbách byl zvolen prezidentem Pascal Lissouba.
V roce 1993 v parlamentních volbách zvítězila vládní Panafrická unie pro sociální demokracii (UPADS). Volby zpochybněny opozicí. Jeden z jejích vůdců Bernard Kolelas vyhlásil v jednom z konžských okresů „svobodné území“ s vlastní vládou. Mezi silami povstalců a vlády se rozhořely krvavé boje. V letech 1994-95 bylo dohodnuto příměří, členové opoziční strany Svaz pro demokratickou obnovu (URD) se staly členy vlády.
Občanská válka propukla v Kongu 6. června 1997. V průběhu léta se ustavily dva tábory. Na jedné straně stál prezident Lissouba, bývalý konžský předseda vlády Yhombi Opango, starosta Brazzaville Bernard Kolelas a jeho „nindžové“ (ukrajinští žoldáci s vrtulníky Mil Mi-24 chránící Pointe-Noire) a Laurent-Désiré Kabila tajně podporující tuto stranu. Proti Lissoubovi stál Sassou-Nguesso a jeho „kobry“, gabonský prezident Omar Bongo a angolský prezident Eduardo dos Santos.
Během 4 měsíců trvajícího občanského konfliktu kromě velkých škod v hlavním městě Brazzaville přišly o život desetitisíce civilistů. V říjnu 1997 do konfliktu významně zasáhl angolský socialistický režim, který pomohl ke zhroucení Lossoubovy vlády a naopak Sassouvi k uchopení k moci (ten brzy na to prohlásil sám sebe prezidentem).
V kontroverzních volbách v roce 2002 získal Sassou přes 90 % hlasů a hned posléze dokázal protlačit přes referendum rozšíření svých pravomocí (kromě jiného i prodloužení prezidentského volebního mandátu na 7 let). V roce 2009 opakovaně vyhrál volby, ačkoliv např. angolská NGO Congolese Observatory of Human Rights zhodnotila celý volební proces jako nedemokratický.
Za vlády Sassoua je celý stát zastřený velkou mírou korupce, neprůhlednou státní správou, diskutabilní objektivností médií (největší televize je vlastněná samotnou vládou) a nerovnoprávným zacházením s etnickou skupinou Pygmejů.
V roce 2015 Sassou prohlásil, že bude usilovat o nové referendum, které by mu zajistilo možnost kandidovat v nadcházejících prezidentských volbách potřetí.

## Státní symboly

### Vlajka
Konžská vlajka je tvořena šikmým, žlutým pruhem vedeným z první třetiny dolního okraje k poslední třetině horního okraje a rozdělující vlajkový list o poměru stran 2:3 na horní, trojúhelníkové, zelené pole a dolní, také trojúhelníkové, červené pole.

## Politika

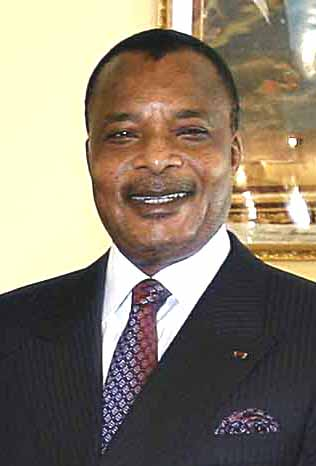
Denis Sassou-Nguesso byl prezidentem v letech 1979 do 1992.

### Přehled nejvyšších představitelů
- 15. 8. 1960 – 15. 8. 1963 – Fulbert Youlou – prezident; UDDIA
- 15. 8. 1963 – 16. 8. 1963 – David Moussaka, Félix Mouzabakani – pověřenci prozatímní vlády; voj.
- 16. 8. 1963 – 19. 12. 1963 – Alphonse Massemba-Débat – předseda Národní revoluční rady
- 19. 12. 1963 – 4. 9. 1968 – Alphonse Massemba-Débat – prezident; MNR
- 3. 8. 1968 – 4. 8. 1968 – Augustin Poignet – úřadující prezident pro A. Massambu-Débata; voj.
- 4. 9. 1968 – 5. 9. 1968 – Marien Ngouabi – předseda Národní revoluční rady; voj./PCT
- 5. 9. 1968 – 1. 1. 1969 – Alfred Raoul – úřadující hlava státu; voj.
- 1. 1. 1969 – 3. 1. 1970 – Marien Ngouabi – hlava státu; voj./PCT
- 3. 1. 1970 – 18. 3. 1977 – Marien Ngouabi – prezident; voj./PCT
- 19. 3. 1977 – 3. 4. 1977 – Jacques Joachim Yhombi-Opango (předseda), Denis Sassou-Nguesso, Louis-Sylvain Goma, Jean-Michel Ebaka, Raymond Damase Ngollo, Martin Mbia, Pascal Bima, Nicolas Okongo, François Xavier Katali, Florent Ntsiba, Pierre Anga – Vojenský výbor Konžské strany práce; voj./PCT
- 3. 4. 1977 – 5. 2. 1979 – Jacques Joachim Yhombi-Opango – hlava státu; voj./PCT
- 5. 2. 1979 – 7. 2. 1979 – Jean-Pierre Thystère Tchicaya – předseda prezídia Ústředního výboru Konžské strany práce; PCT
- 7. 2. 1979 – 14. 8. 1979 – Denis Sassou-Nguesso – hlava státu; PCT
- 14. 8. 1979 – 31. 8. 1992 – Denis Sassou-Nguesso – prezident; PCT
- 31. 8. 1992 – 18. 10. 1997 – Pascal Lissouba – prezident; UDAPS
- od 24. 10. 1997 (de facto od 18. 10. 1997) – Denis Sassou-Nguesso – prezident; PCT, FDU

## Ekonomika

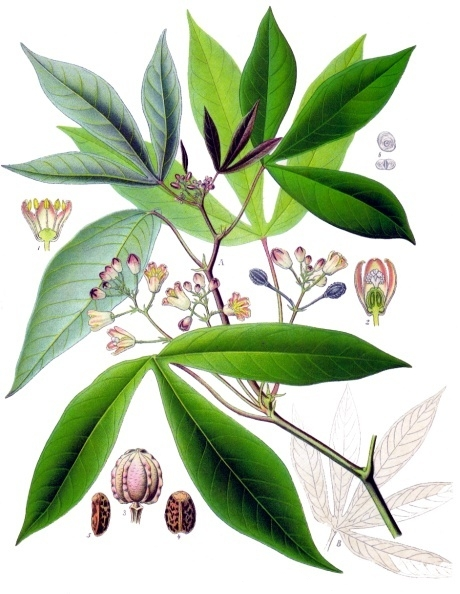
Maniok jedlý je pro Kongo důležitou plodinou.

Občanská válka zničila znatelně ekonomiku i hospodářství země. HDP poklesl jen v 90. letech o 300 USD na 670 USD v roce 1996. Reformy platily MMF a Světová banka. Hlavním zdrojem deviz je vývoz surové ropy do USA a Evropy.
Nejvýznamnějšími městy jsou Brazzaville (hlavní město) s 1 milionem obyvatel a Pointe-Noire s 600 000 obyvateli.

## Obyvatelstvo
Většinu obyvatel tvoří příslušníci 55 bantuských kmenů: Bangové, Lingalové, Konžané, Mbetové, Mbošové a Tekové a další tvoří 96 % konžské populace. Pygmejové (např. Jakové a Monzombové) a Adamavité-Ubangové (Ngbakové a Mbanzové) a ostatní tvoří zbylá 4 %.
V zemi je více než 75 % obyvatel gramotných, což ukazuje na nedávné zavedení školní docházky, protože 50 % všech Konžanů totiž ještě nebylo 20 let. Ve vnitrozemí nemají domorodci přístup k pitné vodě, což je částečně nutí stěhovat se do měst; městského obyvatelstva tak přibývá více než venkovského. Téměř všichni obyvatelé Konga vyznávají křesťanství (94 %). Úředním jazykem je francouzština.

### Náboženství
Podle statistiky z roku 2007 je náboženská příslušnost v Kongu následující: římští katolíci 33,1%, křesťanské obrozenecké skupiny 22,3% protestantismus 19,9%, salutismus 2,2%, muslimové 1,6%, kimbanguismus 1,5%, další náboženství 8,1%, bez vyznání nebo nezjištěno 11,3%. Jiná statistika z roku 2020 uvádí podobná čísla, ovšem v dalších náboženstvích rozeznává tradiční náboženství v počtu 2,7%. Vedle v zásadě nekonfliktních nových afrických církví se v regionu také zrodily africké křesťanské církve s vyhrocenějšími postoji, které například hlásaly, že Bůh by k Afričanům neposlal bílé kazatele, kteří jim nerozumí, a tak byly ke katolickému i protestantskému křesťanství velmi podezřívavé. Tak byl v roce 1921 v této oblasti založen kimbanguismus – nové křesťanství vyznávané věřícími Církve Ježíše Krista na Zemi. Tito křesťané vyznávají, že skutečný Ježíš byl černé pleti, neboť Ježíš bílé pleti by nebyl určen jim. Podle afrikanisty O. Havelky vyznává v Kongu mnoho křesťanů (napříč denominacemi) zároveň některé z lokálních tradičních náboženství (vícečetná náboženská identita), případně synkretismus křesťanství a tradičního náboženství. Rozšířen je kult předků, přítomné je (původní pygmejské) náboženství bwiti, náboženské fenomény jako Nkisi Nkondi a rozličná tradiční bantuská náboženství, jejichž společným jmenovatelem je víra v nejvyššího Boha, který byl původně lidem blízko, ovšem pro neposlušnost lidí se vzdálil. Podle ústně tradovaného bantuského příběhu nejvyšší Bůh vyslal chameleona, aby lidem zvěstoval jejich nesmrtelnost, ovšem chameleon šel velmi pomalu a předběhla jej ještěrka, která nesla opačné poselství, totiž, že lidé jsou smrtelní a čeká je hořký konec, a protože ještěrka doručila svou zprávu dříve, stalo se, že lidská přirozenost se stala smrtelnou. Etnikum Bushongo žijící na březích řeky Kongo vyznává Boha stvořitele jménem Bumba, který v minulosti existoval sám v prapůvodní temnotě vesmíru nad nekonečnými vodami; jednou onemocněl a vyzvracel slunce, hvězdy, zemi, zvířata a nakonec lidi – stvoření později dokončili tři Bumbovi synové. V Kongu je také rozšířené africké čarodějnictví.